# 신 도모토 형제
《신 도모토 형제》(新堂本兄弟 신도모토쿄다이[*])는 후지 TV 계열에서 방송하는 음악 버라이어티 쇼이다. 《러브 러브 아이시테루》의 후속 프로그램이었던 《도모토 형제》가 2004년 10월 17일부터 리뉴얼되어 방송 중이다.